# Defenestrationerna i Prag

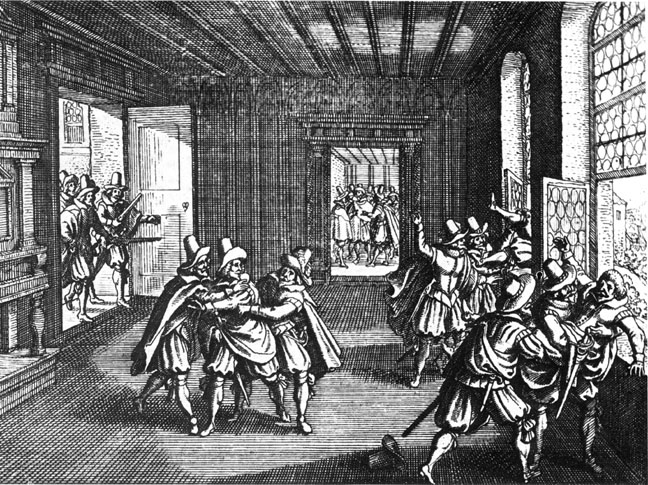
Ett samtida träsnitt av defenestrationen 1618.

Defenestrationerna i Prag syftar på tre incidenter i Böhmens historia; den första inträffade 1419, den andra 1483, den tredje 1618. Den sistnämnda är den som oftast åsyftas när man använder begreppet "defenestrationen i Prag", då den var en del av upptakten till trettioåriga kriget. Prags båda defenestrationer bidrog till att skapa utdragna konflikter i och utanför Böhmen. 
En defenestration är att kasta någon ut från ett fönster.

## Första defenestrationen i Prag
Den första defenestrationen i Prag var mordet på sju rådmän av en folkmassa med radikala tjeckiska husiter 30 juli 1419. Rådmännen hade vägrat att utväxla tre husitfångar och någon i stadshuset kastade en sten på en av de protesterande. Jan Zizka, som senare blev ledare för husitrörelsen, blev arg och slängde ut rådsmedlemmarna genom fönstret på de protesterandes spjut. De utdragna husitkrigen bröt ut kort därefter, och fortsatte till 1436. 

## Andra defenestrationen i Prag
Den andra defenestrationen i Prag var en händelse som bidrog till utbrottet av trettioåriga kriget 1618.
Delar av den böhmiska aristokratin var i praktiken i uppror efter valet av hertig Ferdinand av Steiermark till böhmisk kung 1617, eftersom han var katolik. Samma år beordrade katolska ämbetsmän att byggandet av några protestantiska kapell skulle avbrytas, eftersom de byggdes på mark som det katolska prästerskapet ansåg tillhörde dem. Protestantiska grupper hävdade att marken var kunglig och inte kyrklig, vilket gjorde den tillgänglig för deras ändamål. Stoppandet tolkades som ett brott mot den religionsfrihet som hade tillförsäkrats dem av Rudolf II 1609. De fruktade att den starkt katolske Ferdinand skulle upphäva alla rättigheter för protestanter vid sitt trontillträde.
Den 23 maj 1618 samlades en grupp protestanter i Pragborgen, ledda av greve Thurn. De åtalade två guvernörer, Wilhelm Slavata (1572–1652) och Jaroslav Borzita von Martinicz (1582–1649), för att ha brutit mot religionsfriheten, fann att de var skyldiga, och kastade ut dem genom de höga slottsfönstren tillsammans med deras sekreterare Philip Fabricius. De föll ungefär 15 meter, landade i en stor dynghög, och överlevde.
Katolska kejserliga ämbetsmän hävdade att de hade överlevt på grund av välvilliga änglar som stödde den katolska saken. Protestantiska pamflettförfattare menade snarare att hästgödseln de hade landat i var huvudorsaken till deras överlevnad.

## Senare defenestrationer
Flera andra defenestrationer har inträffat i Prag under dess historia, men de räknas normalt inte in i defenestrationerna i Prag.
En defenestration (kronologiskt den andra i Prag) inträffade 24 september 1483 när både Gamla och Nya stadens ledningar avsattes med våld. Gamla stadens borgmästare och sju dödade åldermän slängdes ut genom fönstren i sina respektive stadshus.
Ibland används namnet den tredje defenestrationen i Prag, men med olika betydelser. Det har till exempel använts för att beskriva utrikesministern Jan Masaryks död – han återfanns död under ett toalettfönster på det tjeckoslovakiska utrikesdepartementets byggnad 10 mars 1948. Omständigheterna kring hans död är ännu inte helt klara, men det antas att han blev mördad av dem som låg bakom Pragkuppen.